# Placas de Vindolanda

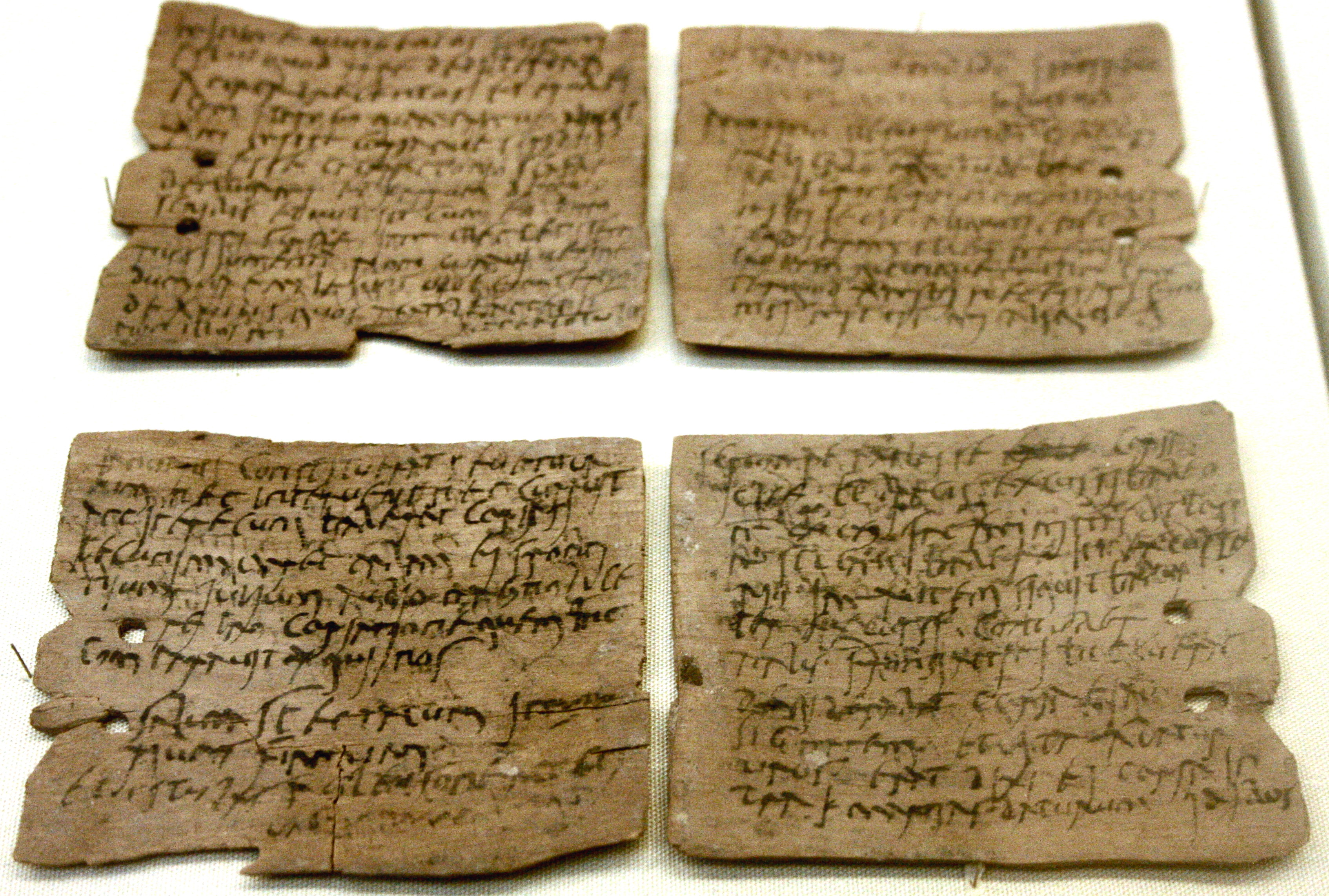
Placa 343: carta de Octavius a Candidus sobre abastecimento de trigo, peles e tendões.

As Placas de Vindolanda representam os documentos mais antigos escritos à mão do Reino Unido. Poderão, também, ser a melhor fonte de informação sobre o modo de vida na Muralha de Adriano. Escritas em finos fragmentos de madeira do tamanho de postais, com tinta contendo carbono, as placas datam do século I ou II d.C. (aproximadamente contemporâneas da Muralha de Adriano). Embora se tivesse conhecimento de registos semelhantes em papiro, no Império Romano, placas de madeira escritas com tinta só foram descobertas em 1973, quando o arqueólogo Robin Birley as descobriu num  forte romano em Vindolanda, na região Norte de Inglaterra.
Estes documentos registam assuntos militares oficiais, assim como mensagens mensagens pessoais de, e para, membros da guarnição de Vindolanda, suas famílias e seus escravos. Um assunto que se destacam é o convite para um aniversário, que terá ocorrido no ano 100 d.C. (que talvez seja o documento mais antigo sobrevivente escrito em latim por uma mulher). Expostos no Museu Britânico, os textos das 752 placas foram transcritas, traduzidas e publicadas em 2010.

## LIgações externas
- Museu Britânico (ref. P&EE 1989 6-2 74.)
- Exposição na Universidade de Oxford das imagens digitalizadas das placas